# Episodi di McMillan e signora (seconda stagione)
Questa voce contiene trame, dettagli e crediti dei registi e degli sceneggiatori della seconda stagione della serie televisiva McMillan e signora.
Negli Stati Uniti, la serie andò in onda sulla NBC dal 24 settembre 1972 al 1º aprile 1973. In Italia, la stagione è andata in onda su Rai 2 nel 1981.
| n° | Titolo originale              | Titolo italiano      | Prima TV USA      | Prima TV Italia |
| -- | ----------------------------- | -------------------- | ----------------- | --------------- |
| 1  | The Night of the Wizard       |                      | 24 settembre 1972 |                 |
| 2  | Blues for Sally M.            |                      | 22 ottobre 1972   |                 |
| 3  | Cop of the Year               | Poliziotto dell'anno | 19 novembre 1972  | 3 maggio 1981   |
| 4  | Terror Times Two              | Partita a due        | 13 dicembre 1972  | 12 aprile 1981  |
| 5  | No Hearts, No Flowers         |                      | 14 gennaio 1973   |                 |
| 6  | The Fine Art of Staying Alive |                      | 11 marzo 1973     |                 |
| 7  | Two Dollars on Trouble to Win | Giallo all'ippodromo | 1º aprile 1973    | 19 aprile 1981  |